# Ardea melanocephala
La garza de cabeza negra (Ardea melanocephala) es una especie de ave pelecaniforme de la familia Ardeidae. Es una de las garzas más altas; en su edad adulta llega a medir hasta 85 cm de alto. Es muy común en África y divagante en Madagascar y Próximo Oriente.

## Historia natural
Se alimenta de pescados, ranas, insectos y pájaros con ayuda de su largo pico. La garza de cabeza negra pone de 2 a 4 huevos en invierno, en los árboles o en nidos que ella misma construye. 
Su vuelo es lento y durante el contrae el cuello en forma de S como otras garzas, lo cual sirve para diferenciarlas de otras aves como las cigüeñas.